# بابا جبريل
بابا جبريل، لاعب كرة قدم قطري من أصل سنغالي.
لعب سابقاً مع نادي السيلية وانتقل إلى نادي الخور في عام 2008 و لعب معهم حتى عام 2023.

## روابط خارجية
- بابا جبريل على موقع Soccerway.com (الإنجليزية)